# Віла-Нова-де-Сан-Бенту
Віла-Нова-де-Сан-Бенту (порт. Vila Nova de São Bento; МФА: [ˈvi.ɫɐ ˈno.vɐ dɨ ˈsɐ̃w ˈbẽ.tu]) — парафія в Португалії, у муніципалітеті Серпа. Розташована в південній частині країни, на теренах історичної португальської провінції Алентежу. Входить до складу округу Бежа. За адміністративним поділом, чинним до 1976 року, терени парафії були складовою провінції Нижнє Алентежу. Належить до Безької діоцезії Католицької церкви. Патрон — святий Бенедикт. Площа — 242,2498 км². Населення — 3072 ос. (2011). Слабо урбанізований регіон. Густота населення — 12,68 осіб/км²
. Код — 021301.

## Назва
- Алдейя-Нова-де-Сан-Бенту (порт. Aldeia Nova de São Bento; МФА: [aɫ.ˈdɐj.ɐ ˈno.vɐ dɨ ˈsɐ̃w ˈbẽ.tu], «нове село Сан-Бенту») — назва до 19 квітня 1988 року, до отримання статусу містечка.

## Населення
| Кількість мешканців | Кількість мешканців | Кількість мешканців | Кількість мешканців | Кількість мешканців | Кількість мешканців | Кількість мешканців | Кількість мешканців | Кількість мешканців | Кількість мешканців | Кількість мешканців | Кількість мешканців | Кількість мешканців | Кількість мешканців | Кількість мешканців |
| ------------------- | ------------------- | ------------------- | ------------------- | ------------------- | ------------------- | ------------------- | ------------------- | ------------------- | ------------------- | ------------------- | ------------------- | ------------------- | ------------------- | ------------------- |
| 1864                | 1878                | 1890                | 1900                | 1911                | 1920                | 1930                | 1940                | 1950                | 1960                | 1970                | 1981                | 1991                | 2001                | 2011                |
| 2 771               | 2 839               | 3 317               | 3 390               | 4 192               | 5 522               | 7 181               | 8 038               | 8 842               | 7 678               | 5 406               | 4 615               | 3 799               | 3 430               | 3 072               |